# Comuna Krîmok, Radomîșl
Krîmok (în ucraineană Кримоцька сільська рада) este o comună în raionul Radomîșl, regiunea Jîtomîr, Ucraina, formată din satele Bilka, Homivka, Krîmok (reședința), Spirne și Taborîșce.

## Demografie
Componența lingvistică a comunei Krîmok
     Ucraineană (96,28%)
     Rusă (2,34%)
     Alte limbi (0,42%)
Conform recensământului din 2001, majoritatea populației comunei Krîmok era vorbitoare de ucraineană (96,28%), existând în minoritate și vorbitori de rusă (2,34%).